# Xuan Bello

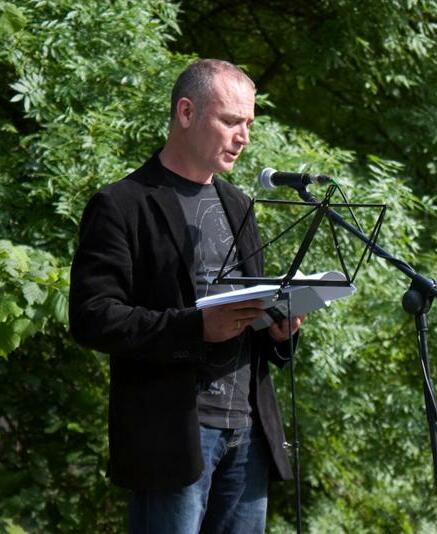
Xuan Bello (2012)

Xuan Bello Fernán (* 10. Juli 1965 in Paniceros, Tineo, Asturien; † 29. Juli 2025 in Oviedo) war ein spanischer Dichter, Schriftsteller und Übersetzer, der auf Spanisch und Asturisch schrieb.

## Leben
Bereits mit 16 Jahren veröffentlichte er seinen ersten Lyrikband Nel cuartu mariellu. An der Universität Oviedo studierte er an der Philologischen Fakultät und konnte Kontakte zu Schriftstellern wie Antón García, José Luis García Martín, Víctor Botas, Berta Piñán, Fonsu Velázquez, Xuan Ignaciu Llope oder José Luis Piquero knüpfen. Er schrieb für die Literaturzeitschriften Lletres asturianes, Clarín oder Adréi.
Bello galt als einer der bedeutenden zeitgenössischen asturianischen Schriftsteller. 2010 erhielt er den Premiu de la Crítica RPA (Kritikerpreis für Literatur der Radiotelevisión del Principado de Asturias) für den Lyriksammelband Ambos mundus, 2017 wurde er mit dem Premiu Nacional de Lliteratura Asturiana für sein literarisches Werk in asturischer Sprache ausgezeichnet.
Bello war Korrespondierendes Mitglied der Academia de la Llingua Asturiana (ALLA).

## Werke
Lyrik
- Nel cuartu mariellu, 1982
- Llibru de les cenices, 1988
- El llibru vieyu, 1994.
- Los caminos secretos, 1996.
- La vida perdida. Llibros del Pexe, Gijón 1999, ISBN 84-89985-26-X (Zweisprachige Lyrikanthologie; enthält El llibru de les cenices = El libro de las cenizas. Los nomes de la tierra = Los nombres de la tierra. El llibru vieyu = El libro viejo. Los caminos secretos = Los caminos secretos).
- Os nomes da terra. Los nomes de la tierra. Edicións Positivas, Santiago de Compostela, 2010, ISBN 978-84-87783-25-8. (Zweisprachige Ausgabe).[5]
- Ambos mundos. Poesía 1988–2009. Trabe, Uviéu 2010, ISBN 978-84-8053-591-5.

Essays
- Como facer L’Habana ensin salir d’Asturies, 1998.
- Ríu arriba, 1998.
- La bola infinita, 2000.

Roman, Erzählung
- Pantasmes mundos, laberintos, 1996.
- Hestoria universal de Paniceiros, 2002.
  - Spanische Ausgabe: Historia universal de Paniceiros, 2003; Galicisch 2008; Katalanisch 2008.
- Los cuarteles de la memoria, 2003.
- Meditaciones nel desiertu, 2003.
- La cueva del olvidu, 2006.
- La Hestoria Tapecida, 2008. Hestories varies

Jugendliteratur
- El nuberu ye bona xente, 2003.

Übersetzungen
- José Luis Olaizola: Bibiana y el so mundu (1989).
- Álvaro de Campos (Pseudonym von Fernando Pessoa): Estancu y otros poemes, 1989.
- Robert Louis Stevenson: El casu raru del dr. Jeckyll y mr. Hyde, 1995.
- Arthur Conan Doyle: Tres aventures de Sherlock Holmes, 1995.
- Álvaro Cunqueiro: Escuela de melecineros y fábula de varia xente, 1997.
- Jaume Cela: Silenciu nel corazón.
- Sieglu XX cambalache (Texte von Kipling, Pound, Ungaretti, Auden, Ferrater, Elitis, de Sena, Pavese u. a.)
- Alfonso Daniel Rodríguez Castelao: Coses, 2000.
- Jordi Sierra i Fabra: Nun llugar que llamen guerra, 2002.

Autobiographie
- Incierta historia de la verdad. Editorial Rata, Barcelona 2019, ISBN 978-84-16738-20-5.

Sonstiges
- Berta Piñán, Xuan Bello: Alfaya. Llibru d’aprendizaxe. Serviciu de publicaciones del Principáu d’Asturies, [Bilbao] 1989, ISBN 84-86795-60-5 (didaktisches Material).
- L’alborá de los malvises, 1999 (Kritische Ausgabe von Constantino Cabal).
- El sentimientu de la tierra, 1999 (Anthologie zeitgenössischer asturianischer Literatur).

In das Deutsche ist bisher keines seiner Werke übersetzt.